# سنگ‌شکنی پزشکی
سنگ‌شکنی پزشکی (به انگلیسی: Lithotripsy) اقدام درمانی است که طی آن سنگ‌های مجاری ادراری و صفراوی و سایر توده‌های سخت ایجاد شده در بدن، شکسته، خُرد شده و از بدن خارج می‌گردند. این فرایند فقط بایستی توسط کارشناس ماهر رادیولوژی انجام شود و درصورت انجام توسط فرد پراتیک یا رشته‌های دیگر امکان آسیب‌های جدی به کلیه وجود دارد.

## تاریخچه
قبل از به‌کارگیری امواج شوک، درمان سنگ‌های کلیه و مجاری ادراری و کیسه صفرا به روش جراحی باز انجام می‌شده‌است. امروزه سنگ‌شکنی یکی از روش‌های متداول در درمان این سنگ‌ها است. سابقه استفاده از امواج فراصوت در شکستن سنگ‌های کلیه به دهه ۵۰ میلادی می‌رسد اما برای اولین بار روش موج شوک برون‌اندامی در ۱۹۷۱ روی حیوانات آزمایش شده و در سال ۱۹۸۰ به‌طور موفقیت‌آمیز بر روی انسان انجام شده‌است.

## روش‌های سنگ‌شکنی
1. سنگ‌شکنی بیرون‌تنی با تکانه‌ی موجی:

شکستن سنگ توسط امواج مستقیم شوک‌دهنده
1. سنگ‌شکنی فراصوتی:

تجزیه سنگ‌های مجرای ادراری که در حالب قرار دارند.
1. سنگ‌شکنی برق‌آبی:

تجزیه سنگ‌های مجاری ادراری در مثانه و توسط امواج ضربه‌ای الکتروهیدرولیک
سنگ‌شکنی با امواج شوک به دو روش درون‌اندامی و برون‌اندامی انجام می‌شود در روش اول که هنوز مزیت‌هایی به دومی دارد از طریق درون‌بین وارد مجرای ادراری شده و شوک داده می‌شود ولی در روش جدید تر درمان با شوک از بیرون بدن انجام می‌گردد. از سه روش الکتروهیدرولیک، الکترومگنتیک و پیزوالکتریک برای ایجاد موج شوک استفاده شده‌است. در این روش ابتدا محل سنگ بوسیله فلوروسکپی یا سونوگرافی مشخص می‌گردد و الکترود بیضی شکل سنگ‌شکن، از روی پوست بدن به مرکز سنگ نشانه‌گیری می‌کند. در روش‌های جدید به جای قرار دادن بیمار در حوضچه آب، از قرار دادن بالشتک مایع بین بدن بیمار و الکترود استفاده می‌شود. روش برون‌اندامی برای شکستن سنگ‌های بزرگتر از ۲ سانتیمتر مناسب نبوده و برای شکستن این سنگ‌ها روش درون‌اندامی کاربرد دارد.

## نتایج
بررسی‌های مقالات ارجح بودن روش برون‌اندامی را نشان داده‌است ولی در سنگ‌های بزرگ و نیز سنگ‌های قطب تحتانی کلیه روش درون‌اندامی یا جراحی از طریق پوست نتایج بهتری دارد.